# Pietro Buffone
Pietro Buffone (Rogliano, 2 gennaio 1918 – Rogliano, 29 gennaio 2013) è stato un politico italiano.

## Biografia
Funzionario INAM ed esponente della Democrazia Cristiana, è stato deputato per cinque legislature consecutive (in carica dal 1953 al 1976) e sottosegretario alla Difesa nei governi Andreotti II e Rumor IV. 
Fu più volte sindaco del comune di Rogliano e consigliere comunale a Cosenza. È stato nominato cittadino "ad honorem" della cittadina di Amendolara.
Morì all'età di 95 anni nel gennaio 2013.